# Memantyna
Memantyna – organiczny związek chemiczny, antagonista receptora NMDA, stosowany jako lek prokognitywny. Znajduje zastosowanie w leczeniu otępienia w przebiegu choroby Alzheimera.

## Mechanizm działania
Memantyna jest niekompetycyjnym antagonistą receptora NMDA (kwasu N-metylo-D-asparaginowego). Zaburzenia przekaźnictwa glutaminergicznego, szczególnie w obrębie receptorów NMDA, są jedną z głównych przyczyn występowania chorób neurodegeneracyjnych, takich jak choroba Alzheimera. Memantyna, hamując aktywność tego receptora, niweluje efekty patologicznie zwiększonych stężeń glutaminianu, które prowadzą do zaburzeń czynności neuronów.

## Wskazania
Memantyna stosowana jest przede wszystkim w leczeniu choroby Alzheimera o umiarkowanym lub ciężkim przebiegu. 
W badaniach przedklinicznych lek ten wykazywał działanie przeciwmaniakalne. Zebrane dane sugerują, że w połączeniu z substancją stabilizującą nastrój memantyna może działać przeciwdepresyjnie i prokognitywnie.

## Dawkowanie
Maksymalna dawka memantyny w przypadku choroby Alzheimera wynosi 20 mg; jest to też docelowa dawka podtrzymująca. Lek podaje się raz dziennie. Aby zminimalizować ryzyko wystąpienia działań niepożądanych, terapię rozpoczyna się od dawki 5 mg/dobę, a następnie zwiększa się ją stopniowo (o 5 mg na tydzień), aż do osiągnięcia standardowej dawki podtrzymującej.

## Preparaty
Preparaty memantyny (w postaci chlorowodorku) dostępne w Polsce (stan na grudzień 2022 r.): 
- AuroMemo
- Axura
- Biomentin
- Cognomen
- Ebixa
- Marixino
- Memantin NeuroPharma
- Memantine Accord
- Memantine Mylan
- Memantine Orion
- Memantine Vipharm
- Memigmin
- Memolek
- Mirvedol
- Nemdatine
- Nemedan
- Polmatine
- Zenmem